# Tino Regueira
Constantino Reguera Peña, que firmaba como Tino Reguera y finalmente Tino Regueira (La Coruña, 1967 - 27 de junio de 2012), fue un crítico e investigador de la Historieta español. 

## Biografía
Durante los años ochenta, trabajó en el quiosco de la coruñesa calle Rego da Auga y colaboró en el fanzine Continuará.
Radicado en Barcelona, y siempre en relación con el crítico y editor de historietas Joan Navarro, dirigió la revista teórica Krazy Comics (1989-1990), destacando por su atención a los anuarios, como 1993: Un Año de Tebeos. También creó, con el dibujante Manolo López, la serie Browning para la revista Creepy.
De vuelta en La Coruña, Glénat España publicó en 2005 su Guía Visual de la Editorial Bruguera (1940-1986).